# Maximilian Göppel
Maximilian Göppel (sinh ngày 31 tháng 8 năm 1997) là một cầu thủ bóng đá người Liechtenstein thi đấu ở vị trí hậu vệ cho câu lạc bộ Eschen/Mauren và đội tuyển quốc gia Liechtenstein.

## Sự nghiệp câu lạc bộ

### Vaduz
Vào ngày 21 tháng 9 năm 2016, anh có màn ra mắt cho Vaduz ở Giải bóng đá vô địch quốc gia Thụy Sĩ trước Young Boys.

## Sự nghiệp quốc tế
Göppel là thành viên của Đội tuyển bóng đá quốc gia Liechtenstein, có màn ra mắt trong trận giao hữu trước Iceland vào ngày 6 tháng 6 năm 2016. Göppel cũng có 8 lần khoác áo U-21 Liechtenstein từ năm 2014.
Vào ngày 9 tháng 10 năm 2016, anh ghi bàn thắng đầu tiên trong thất bại 1–2 trên sân khách trước Israel.

### Bàn thắng quốc tế
Tính đến trận đấu diễn ra ngày 9 tháng 10 năm 2016. Tỉ số Liechtenstein liệt kê đầu tiên, cột tỉ số biểu thị tỉ số sau mỗi bàn thắng của Göppel.
| # | Ngày                | Địa điểm                              | Đối thủ        | Tỉ số | Kết quả | Giải đấu                 |
| - | ------------------- | ------------------------------------- | -------------- | ----- | ------- | ------------------------ |
| 1 | 9 tháng 10 năm 2016 | Sân vận động Teddy, Jerusalem, Israel | Israel         | 1–2   | 1–2     | Vòng loại World Cup 2018 |
| 2 | 7 tháng 6 năm 2021  | Tórsvøllur, Tórshavn, Quần đảo Faroe  | Quần đảo Faroe | 1–0   | 1–5     | Giao hữu                 |

## Danh hiệu
FC Vaduz
- Cúp bóng đá Liechtenstein (1): 2016-17

### Cá nhân
- Special Price LFV Award (1): 2017